# Charles Avery (Künstler)
Charles Avery (* 1973 in Oban) ist ein schottischer Künstler.

## Leben
Avery wuchs auf der Isle of Mull vor der schottischen Westküste auf und zog im Alter von 20 Jahren nach London, nachdem er sich zweimal vergeblich um einen Platz am Edinburgh Art College bemüht hatte.
In seinen Skulpturen, Installationen und detailreichen Zeichnungen erschafft er seit 2004 eine utopische Inselwelt mit der Hauptstadt Onomatopeia, Fabelwesen und einer eigenen Infra- und Gesellschaftsstruktur.
Avery ist verheiratet und lebt in London. Er repräsentierte 2007 Schottland bei der Biennale di Venezia.

## Ausstellungen (Auswahl)
- 2002: Flight of Reality, Kettle’s Yard, Cambridge.
- 2008/2009: The Islanders: An Introduction, Scottish National Gallery of Modern Art, Edinburgh; danach 2009 im Museum Boijmans Van Beuningen, Rotterdam.
- 2010: Onomatopeia: The Port, Doggerfisher Gallery, Edinburgh.
- 2010: Charles Avery, Kunstverein Hannover, Hannover.[4]
- 2014: What's so Great about Happiness? The People and Things of Onomatopeia, Grimm Gallery, Amsterdam.
- 2015: What's the Matter with Idealism?, Museum voor actuele kunst, Den Haag.